# Werner Krauss
Werner Krauss (Gestungshausen, 23 de junho de 1884 — Viena, 20 de outubro de 1959) foi um ator alemão cujo papel mais notável foi o do personagem-título no filme O Gabinete do Dr. Caligari (1920).